# 忽思慧
忽思慧（?—?），又译和斯辉，元朝蒙古族或回回人，中医营养和食疗学家。元仁宗延祐年间忽思慧充饮膳太医，元文宗天历三年（1330年）撰成《饮膳正要》一书。
《饮膳正要》三卷，“虞集序”称，忽思慧曾经作为赵国公常普兰奚的关系密切的下属。延祐二年（1315年）常普兰奚加金紫光禄大夫、徽政院使，掌侍奉皇太后诸事，忽思慧此时被选任饮膳太医，入侍仁宗之母兴圣太后答己。忽思慧以饮膳太医之职侍奉皇太后与皇后。《饮膳正要》成书后，进呈中宫供览，受命担任刊刻、校正者《饮膳正要》多数都是和中宫密切的人物：拜住为中政院使，张金界奴为内宰、隆祥总管等。“虞集序”褒颂“圣后”，忽思慧当时在中宫以膳医侍奉元文宗皇后卜答失里。
此书广泛辑录历代名医秘方、验方及蒙古地区的饮食疗法，如牧区的饮食马奶、牛骨髓等，汇饮食营养学和药物学知识为一体，是一部较完整的营养学著作。此书将食物分为米谷、兽、禽、鱼、果、菜、料物七类，论述其性能，并附插图说明。强调异地食物要与本地水土气候相宜，以免致病。注意饮食卫生，以绢巾蒙侍者口鼻，以免气息触大汗的食物。不少药物、药方及饮食名称是以蒙语译音记载的。